# Steinar Amundsen
Steinar Amundsen (* 4. Juli 1945 in Bærum; † 16. Juni 2022 in Røyken) war ein norwegischer Kanute und Olympiasieger.

## Karriere
Steinar Amundsen nahm bei seinem Olympiadebüt 1968 in Mexiko-Stadt im Vierer-Kajak teil und erreichte gemeinsam mit Jan Johansen, Tore Berger und Egil Søby auf der 1000-Meter-Strecke jeweils als Zweite ihres Vorlaufs und Gewinner ihres Halbfinallaufs das Finale. Dieses schlossen sie mit einer Rennzeit von 3:14,38 Minuten vor dem Team aus Rumänien und dem ungarischen Vierer auf dem ersten Platz ab und wurden damit Olympiasieger. Bei den Olympischen Spielen 1972 in München gehörte Amundsen erneut zum norwegischen Aufgebot im Vierer-Kajak, dessen Besetzung im Vergleich zum Olympiasieg 1968 unverändert blieb. Diesmal gelang den Norwegern sowohl im Vorlauf als auch im Halbfinale ein Sieg, im Endlauf mussten sie sich jedoch nach 3:15,27 Minuten dem sowjetischen und dem rumänischen Vierer geschlagen geben, womit sie die Bronzemedaille gewannen.
Weitere Erfolge erzielte Amundsen auf der 10.000-Meter-Distanz mit dem Vierer-Kajak. Bei den Weltmeisterschaften 1970 in Kopenhagen und 1975 in Belgrad wurde er jeweils Weltmeister. Darüber hinaus sicherte er sich bei den Europameisterschaften 1969 in Moskau den Titelgewinn.
Amundsen wurde zusammen mit Berger, Johansen und Søby für ihren Olympiasieg 1968 mit dem Fearnleys olympiske ærespris ausgezeichnet. Sein jüngerer Bruder Harald Amundsen nahm 1984 und 1988 an den olympischen Kanuwettbewerben teil.